# Felix H. Man
Felix H. Man (Hans Felix Sigismund Baumann; * 30. November 1893 in Freiburg im Breisgau; † 30. Januar 1985 in London) war Fotograf, Texter und Sammler.

## Leben
Nach Abitur in Freiburg begann er 1912 ein Studium der Kunst und Kunstgeschichte in München und Berlin, das er wegen des Ersten Weltkriegs unterbrechen musste. Er nahm am Krieg als Offizier teil und begann an der Front zu fotografieren. Hier entstand seine erste Reportage Ruhe an der Westfront. Im Jahr 1918 nahm er sein Studium in München wieder auf, das er seit 1926 in Berlin fortsetzte.
In Berlin begann er im Jahr 1927 als Pressezeichner für die B.Z. am Mittag und Bildreporter für Tempo zu arbeiten. Seit 1928 war er beim Deutschen Photodienst (Dephot) beschäftigt, für den er ab 1929 unter dem Pseudonym MAN arbeitete. Seine Reportagen erschienen unter diesem Pseudonym auch in der Münchner Illustrierte Presse, bei der er Stefan Lorant kennenlernte. Im Laufe der Jahre 1929 bis 1932 entstanden 110 Fotoreportagen, wie sein Fotoessay Ein Tag im Leben von Mussolini von 1931.
Er bereiste Nordafrika, Kanada und die Kanadische Arktis, von wo er seine Fotoreportagen für die Berliner Illustrirte Zeitung lieferte. Im Jahr 1933 kehrte er nach Berlin zurück und erhielt keine Arbeitserlaubnis, weil er sich weigerte in die Reichspressekammer einzutreten und so emigrierte er im Mai 1934 nach England. Seine zwischen 1929 und 1935 in Kanada entstandenen 41 Bildreportagen erschienen weiterhin in der BIZ.
Nach seiner Emigration im Jahr 1934 traf er Stefan Lorant in London wieder, wo er dessen Mitarbeiter bei der Neugründung der Weekly Illustrated wurde und innerhalb von sechs Monaten 47 Bildberichte veröffentlichte. Danach wechselte er zum Daily Mirror, bei dem er bis 1938 blieb, um danach unter der Leitung von Stefan Lorant als Cheffotograf bei der Picture Post zu arbeiten, deren Erscheinungsbild er bis in das Jahr 1953 mit jährlich 100–150 Fotoreportagen prägte. Außerdem war er für Life und die Sunday Times tätig.
Im Jahr 1948 begann die Picture Post mit dem Druck von Farbseiten und Man wurde auch auf dem Gebiet der Bildreportage in Farbe bahnbrechend tätig und so war er neben Tim N. Gidal Wegbereiter der Farbfotografie im Fotojournalismus.
Nach dem Zweiten Weltkrieg begann Man Künstlerlithografien zu sammeln und veröffentlichte 1953 150 years of artists’ lithographs 1803–1953 und ein Jahr später Eight European Artists. In den Jahren 1959–1971 lebte er in der Schweiz und danach in Rom, wo er für Die Welt arbeitete. 1965 wurde er mit dem Kulturpreis der Deutschen Gesellschaft für Photographie (DGPh) ausgezeichnet.
Seine Fotoreportagen führten weg von nebeneinander gestellten Einzelbildern und so gilt er als ein Neuerer des europäischen Fotojournalismus. Seine Arbeiten zur Geschichte der Lithografie sind ebenfalls von Bedeutung.

## Werke (Auswahl)
- 150 years of artists’ lithographs 1803–1953. Heinemann, London 1953.
- Eight European Artists. Heinemann, London 1954.
- Artists’ lithographs: a world history from Senefelder to the present day. Studio Vista, London 1970.
- Felix H. Man – Photographien aus 70 Jahren.[1] Schirmer/Mosel, München 1983, ISBN 3-88814-122-2.

## Ehrungen
- Kulturpreis der Deutschen Gesellschaft für Photographie (1965)
- Großes Bundesverdienstkreuz (1982)